# Muerte de un viajante
Muerte de un viajante o La muerte de un vendedor (en inglés: Death of a Salesman) es una obra teatral del dramaturgo y escritor Arthur Miller. Es vista por muchos como un ataque al sueño americano de progresar en la vida sin considerar los principios éticos, en contraposición a la tragedia de Aristóteles.
Recibió el premio Pulitzer en 1949, además del premio Tony y el premio de la crítica en Nueva York.

## Sinopsis
El protagonista es Willy Loman, viajante y vendedor de profesión, de 63 años, un trabajador infatigable que siente que debería retirarse y vivir una bien merecida vida tranquila, rodeado de su familia y sus amigos. Willy piensa que si le gusta a la gente, todo es más fácil y triunfa en la vida; sin embargo, poca gente lo recuerda tras muchos años en el oficio. Willy inculca estos ideales a sus hijos, Biff y Happy, quienes lo siguen a ciegas hasta que un día Biff descubre a su padre ha engañando a su madre en Boston. Biff se enfada con su padre y se escapa perdiendo su oportunidad de ir a la universidad, lo cual le llevará a un gran resentimiento hacia su padre y a una vida alborotada que lo llevará a la cárcel. 
Para poder pagar sus deudas Willy va a pedirle dinero a su jefe, Howard, pero este en cambio lo despide porque sus ventas en los últimos años han decaído considerablemente, así que recurre a pedirle ayuda a su vecino y único amigo, Charley. Este le ofrece trabajo, pero Willy lo rechaza porque aceptar ese empleo sería reconocer que estaba equivocado.
Mientras tanto, Biff intenta conseguir un empleo, pero no lo consigue y roba un bolígrafo del jefe de la empresa, y cuando se reúne con su hermano y su padre para hablar de lo que van a hacer en el futuro Willy pierde la conciencia y tiene alucinaciones. Happy y Biff lo abandonan en el restaurante y se van. Cuando vuelven a casa, Biff y Willy discuten y este en vez de escuchar lo que su hijo le dice piensa que Biff lo ha perdonado por el suceso de Boston y decide suicidarse para que Biff y Happy puedan cobrar el dinero del seguro de vida y empiecen una vida nueva como vendedores.
Solo su familia asiste al funeral. Es aquí cuando Biff se da cuenta de que ni él ni su padre son hombres extraordinarios y se desliga de los ideales de su padre, abriendo así la única vía esperanzadora de la obra. En cambio Happy no acepta que su padre estaba equivocado, y lo mismo ocurre con la madre, Linda, quien se pregunta donde están todos los amigos de su marido.

## Personajes
- Willy Loman: es un fracasado obsesionado por alcanzar el éxito, devoción fanática que impone a sus hijos. Vive de falsas esperanzas e ilusiones; se autoengaña. Willy, un viajante de unos 60 años, ha desarrollado a lo largo de su vida una teoría propia acerca del atractivo personal y de gustarle a la gente: si gustas a la gente, todas las puertas se abrirán. Willy ha construido su vida en torno a este sueño. Pero para vivir de acuerdo con estas ideas, se ve obligado a contar muchas mentiras que acaban cobrando realidad en su mente: empieza a mentir acerca de su importancia en la empresa, aunque sabe que no es así. La necesidad de reforzar su personalidad lo llevará a cometer adulterio en uno de sus viajes a Boston. Desde muy pronto, Willy inculcó a sus hijos la idea de que había que gustarle a la gente, como si reconociese su fracaso y quisiera vivir sus ilusiones a través de ellos, especialmente de Biff, buen futbolista pero mal estudiante. Cuando suspende las matemáticas, Biff irá a Boston para que su padre convenza a su profesor con su encanto personal, pero allí descubrirá el adulterio de Willy, y lo rechazará y huirá. En los siguientes catorce años, Willy va encerrándose en sus sueños, por lo que no se da cuenta de que vive en un mundo ilusorio. Ridículo en ocasiones, a pesar de vivir en la falsedad, Willy será capaz de morir por sus sueños, lo que dota al personaje de un hondo patetismo.

- Linda Loman: Esposa de Willy, a quien ama y defiende aun con su enfermedad mental. Refugiada en la soledad y desamparada, vive en una burbuja. Linda Loman representa la eterna figura de la esposa. Willy a menudo se porta mal con ella, pero su vida gira en torno a su marido, puesto que siempre está dispuesta a creer en él. Linda también tiene parte de culpa en la tragedia de Willy, pues siempre que este hizo un intento por verse de manera más realista, Linda alienta su ego rechazando esas observaciones realistas y reforzando las ilusiones de su esposo sobre sí mismo, incluso cuando su hijos empiezan a ver la realidad sobre su padre. La vemos en los flashbacks remendando medias, para no gastar, pero sabemos que Willy regala medias nuevas a su amante, lo que refuerza su imagen de esposa sufriente.

- Biff Loman: Hijo de Willy. Desde que descubrió que su padre era infiel a su madre se muestra resentido con él. Intenta vivir una vida opuesta a la que le inculcaron. A pesar de que a lo largo de toda la obra Biff rechaza las ideas de su padre, cuando lo observamos con detenimiento, vemos que la oposición entre apariencia (parece no tener nada que ver con su padre) y la realidad es falsa: Biff ha vivido de acuerdo con las ideas de Willy. Por ello da mucha importancia a ese gustar a la gente, así que llegará a robar (lo que es tolerado por su padre), y no aguantará ningún trabajo e incluso pasa una temporada en la cárcel. El problema de Biff no es otro que el de haber asumido por completo los valores de su padre y no haber creado unos valores propios. Al descubrir el adulterio de su padre, se da cuenta de que Willy es un farsante, y su mundo se hunde. Durante catorce años luchará con las ideas paternas, hasta que se da cuenta de que ni él ni su padre son personas excepcionales, sólo gente normal, y empieza a ver la vida con realismo, lo que constituye el único hecho esperanzador de la obra.

- Happy Loman: El otro hijo, confuso y desorientado, obsesionado por tener éxito, secunda a su padre e intenta conseguir por todos los medios su aprobación. Desde pequeño, Happy se vio eclipsado por su hermano, aunque nunca expresó ningún tipo de resentimiento; sin embargo, intenta llamar la atención de su padre constantemente (“Estoy adelgazando” es la frase que repite), pues se siente abandonado. Cuando, en el restaurante, Biff le pide ayuda para comunicarse con su padre, se enfrenta a su hermano, pero será Happy el que negará ante las chicas que Willy es su padre, rechazándolo como Willy hizo con él. En el fondo, Happy es el más afectado por las ideas de su padre, pues no reconocerá que Willy estaba equivocado ni siquiera en el funeral.

- Charley: Parece una persona bastante inflexible que aparenta no preocuparse por nada, aunque intenta ayudar a Willy. Es claro con él y trata de abrirle los ojos a la cruda realidad. Aunque en las escenas retrospectivas los chicos lo llamen “tío Charley”, no parece un familiar, sino un vecino y amigo, viejo conocido de la familia. Su función dramática es poner el contrapunto a las fantasías de Willy, pues él (igual que su hijo Bernard con respecto a Biff) es la antítesis de Willy Loman. Que este tipo de hombre, que no cree en el atractivo personal, haya triunfado, es más de lo que puede soportar Willy, porque significaría admitir que toda su vida y sus ideas han sido una falacia. Nuestro protagonista rechaza el trabajo que Charley le ofrece, aunque sabemos que todas las semanas le pide préstamos para saldar sus deudas. Al final, Willy, a pesar de que ha hablado a menudo contra él, se da cuenta de que el único amigo que tiene es Charley. Charley es la voz del realismo, que nos da una visión muy acertada de Willy; su función dramática consiste en mostrar la falsedad de las ideas del protagonista.

- Bernard: Es el hijo de Charley, y la antítesis de Biff. Es bueno con las matemáticas así que le ayuda pero Biff nunca va a sus clases de repaso con él. Bernard, a diferencia de Biff, tendrá éxito en la vida.

- Ben: Hermano de Willy, ya muerto, sólo aparece en las analepsis. Es una figura oscura que funciona como símbolo o ilusión más que como personaje. Ha triunfado económicamente en la vida. Representa para Willy todos los sueños que él no ha llegado a cumplir; por eso, cuando Willy se siente profundamente deprimido, cuando no puede hacer frente a los problemas de la vida, es cuando aparece Ben: por eso funciona como un símbolo de las frustraciones de Willy.

- La Mujer: es con la que engaña a Linda; solo quiere a Willy porque tiene éxito o al menos lo aparenta. Este siempre le regala medias nuevas.

- Howard: Es el jefe de Willy, y según dice este, es él quien le pone el nombre, aunque en realidad solo dice que le gusta ese nombre. Cuando Willy va a pedirle un aumento, Howard lo despide, cosa que llevaba intentando hacer durante un largo tiempo, porque sus ventas habían disminuido demasiado.

## Estilo
Miller hace una constante, la cual es el uso de retrospecciones a lo largo de obra, en donde los personajes del pasado se inmiscuyen en la acción.
Esto proporciona una sensación de ensueño en el que el pasado explica y provoca el presente.

## Temas
- La Sociedad de Consumo
- El idealismo del "sueño Americano"
- La derrota económica
- El vehemente culto hacia la estética
- Los errores de crianza paterna/materna
- La insignificancia de la virtudes y principios morales
- La distorsión del núcleo familiar
- Machismo

## Representaciones destacadas

### En inglés
- La obra fue estrenada en EE. UU. en el Teatro Morosco de Broadway el 10 de febrero de 1949. Dirigida por Elia Kazan e interpretada por Lee J. Cobb, Mildred Dunnock, Arthur Kennedy y Cameron Mitchell.

- En Londres se estrenó el 28 de julio de 1949, con un elenco formado por Paul Muni, Katharine Alexander y Kevin McCarthy.

- George C. Scott protagonizó la nueva versión para Broadway que se representó en 1975. El elenco se completaba con Teresa Wright, Harvey Keitel y James Farentino.

- De nuevo en Broadway en 1985, el montaje de Michael Rudman contó en el elenco con Dustin Hoffman como Willy Loman, además de John Malkovich (Biff); Kate Reid (Linda), y David Huddleston (Charley).

- Matthew Warchus dirigió una versión en el West Yorkshire Playhouse de la ciudad inglesa de Leeds, con Ken Stott (Willy Loman), James Purefoy, Jude Law y Ellie Haddington.

- Alun Armstrong encabeza el elenco de la versión de 1996 en Lyttelton (Londres).

- Brian Dennehy encabeza el reparto de la versión de Broadway de 1999.

- De nuevo en el West Yorkshire Playhouse se realizó un montaje en 2010, con la interpretación de Philip Jackson.

- Mike Nichols dirigió el montaje de Broadway de 2012, con Philip Seymour Hoffman como Willy, Andrew Garfield como Biff y Linda Edmond como Linda.

### En español
- En Chile se estrenó en agosto de 1950, por el elenco del Teatro Experimental de la Universidad de Chile, con la actuación de Anita del Valle, Roberto Parada, Domingo Tessier, Rubén Sotoconil y Jorge Lillo, entre otros[2]
- En España se estrenó el 10 de enero de 1952 en el Teatro de la Comedia de Madrid, con traducción de José López Rubio, dirección de José Tamayo e interpretación de Carlos Lemos, Josefina Díaz de Artigas, Francisco Rabal y Alfonso Muñoz.
- Se volvió a representar en España en 1959 en el Teatro Español de Madrid, con Carlos Lemos, Asunción Sancho, José Rubio, Fernando Guillén y José Bruguera.
- Reestrenada de nuevo en España en 1985, en el Teatro Bellas Artes de Madrid, una vez más bajo dirección de Tamayo y con José Luis López Vázquez, Encarna Paso, Santiago Ramos, Miguel Palenzuela y Juan Calot al frente del cartel, música de Teddy Bautista y escenografía de Gil Parrondo.
- En 2001 se representó en el Teatro La Latina de Madrid, con dirección de Juan Carlos Pérez de la Fuente e interpretación de José Sacristán, María Jesús Valdés y Alberto Maneiro.[3]
- En 2008 fue adaptada en Colombia por el director Jorge Alí Triana.
- En 2012 es adaptada en la Ciudad de México por el director José María Mantilla.[4]
- Se representa de nuevo en España en 2021, en el Teatro Infanta Isabel de Madrid, con interpretación de Imanol Arias, Jon Arias, Jorge Basanta, Fran Calvo y Cristina de Inza.

### En otros idiomas
- Estrenada en Italia el 21 de enero de 1949, en el Teatro Eliseo de Roma, bajo el título de Morte di un commesso viaggiatore con dirección de Luchino Visconti e interpretación de Vittorio Gassman, Marcello Mastroianni, Vivi Gioi y Rina Morelli.

- El Teatro Hebbel de Berlín fue el escenario del estreno en lengua alemana en 1950, bajo el título de Tod eines Handlungsreisenden.[5] Interpretada por Fritz Kortner (Willy), Fritz Tillmann (Biff) e Inge Keller.

- En 1961 la versión sueca En Handelsresandes död, dirigida por Hans Abramson.

- Estrenada en Francia en 1965, en el Théâtre de la Commune de Aubervilliers, fue dirigida por Gabriel Garran y contó en la interpretación con Claude Dauphin (Willy Loman), Héléna Bossis (Linda Loman), Gérard Blain (Biff Loman), Pierre Santini (Happy Loman), Pierre Vielhescaze (Bernard) y Juliette Brac (La Femme).[6]

- En 2009 es adaptada en el Teatre Lliure de Barcelona por el director Mario Gas, en traducción al catalán (Mort d’un viatjant) de Eduardo Mendoza, con Jordi Boixaderas (Willy Loman), Frank Capdet, Maria Cirici, Carles Cruces, Pablo Derqui, Camilo García, Anabel Moreno, Guillem Motos, Rosa Renom, Raquel Salvador, Víctor Valverde y Oriol Vila.[7]

## Adaptaciones
- En 1951 László Benedek realizó una adaptación para el cine, protagonizada por Fredric March.

- En Estados Unidos se han producido cinco versiones para televisión de 1966, dirigida por Alex Segal, con Lee J. Cobb; de 1968, dirigida por Gerhard Klingenberg; de 1985 dirigida por Volker Schlöndorff, con Dustin Hoffman y John Malkovich; de 1996, dirigida por David Thacker; y de 2000, dirigida por Kirk Browning.

- En el Reino Unido se han grabado otras dos adaptaciones para la pequeña pantalla. La primera en 1957, con Albert Dekker y Vera Cook para la ITV; y ka segunda en 1966, con Rod Steiger y Betsy Blair para la BBC.

- Narciso Ibáñez Menta protagonizó la adaptación que hizo la televisión de Argentina en 1957.

- Las televisiones holandesa (De dood van een handelsreiziger) y finlandesa (Kauppamatkustajan kuolema) emitieron sendas versiones en 1961.

- En Alemania se emitió en televisión en 1963, con Leopold Rudolf y Charlotte Schellenberg. Posteriormente la cadena de televisión ZDF en 1968 emitió una nueva versión con el título Tod eines Handlungsreisenden, interpretada por Heinz Rühmann (Wily), Käthe Gold (Linda) y Christoph Bantzer (Biff).

- En español, para TVE, el programa Estudio 1 hizo una adaptación emitida en 1972 y protagonizada por José María Rodero, Juan Diego, Jaime Blanch, José María Caffarel, Charo López y Berta Riaza.